# Ребряну, Ливиу
Ливиу Ребряну (рум. Liviu Rebreanu; 27 ноября 1885, Тэрлишуа, Бистрица-Нэсэуд — 1 сентября 1944, Валя-Маре, Арджеш) — румынский прозаик, драматург, журналист и общественный деятель. Брат румынской поэтессы Ливии Ребряну (1889—1972).

## Биография
Родился на территории Австро-Венгрии. Первый из четырнадцати детей школьного учителя Василе Ребряну и Лудовики Дюгану, крестьянки. Родители были по вероисповеданию греко-католиками. Его отец был фольклористом-любителем, одноклассником Джордже Кошбука.
Ливиу обучался в начальной школе в Майеру (где его педагогом был его собственный отец), затем в Нэсэуде и Бистрице, затем в военном училище в Шопроне, затем в военной академии в Будапеште. Служил офицером в городе Дьюла, однако ушёл в отставку в 1908 году, а в 1909 году нелегально перешёл через Трансильванские Альпы в Румынию и поселился в Бухаресте.
Входил в ряд литературных кружков, работал журналистом для изданий «Порядок» (Ordinea), «Литературная и артистическая фаланга» (Falanga literară şi artistică). По требованию австро-венгерского правительства его арестовали и экстрадировали в 1910 году. Он находился в тюрьме в Дьюле, и был освобождён в августе, после чего возвратился в Бухарест.
В 1911—1912 годах занимал должность секретаря Национального театра в городе Крайова, которым руководил писатель Эмиль Гырляну. Тогда же он женился на актрисе Фанни Рэдулеску.
В 1912 году опубликовал сборник рассказов под названием «Заботы» (Frământări). Во время 1-й мировой войны служил репортёром газеты Adevărul, и продолжал публиковать рассказы. После войны стал играть видную роль в литературном обществе Sburătorul, которое возглавлял литературный критик Еуджен Ловинеску.
В 1920 году опубликовал роман «Ион», в котором описал борьбу за землю в Трансильвании. За этот роман Ребряну получил премию Румынской академии. В 1939 году был избран в Румынскую академию. В 1928—1930 годы он возглавлял Национальный театр в Бухаресте, а в 1925—1932 годах — Румынский союз писателей. В период легионерского правительства и режима Антонеску занимал ряд высоких официальных должностей.
В 1944 году ему поставили диагноз — рак гортани. Узнав об этом, Ребряну застрелился в своём доме в деревне Валя-Маре. Похоронен в Бухаресте на кладбище Беллу.
В 1959 году по одноимённому роману писателя композитор Георге Думитреску написал оперу «Восстание».

## Сочинения

### Романы
- Ион / Ion (1920)
- Лес повешенных / Pădurea spânzuraților (1922)
- Адам и Ева / Adam și Eva (1925)
- Чуляндра / Ciuleandra (1927)
- Крэишор / Crăişor (1929)
- Восстание / Răscoala (1932)
- Пожар / Jar (1934)
- Горилла / Gorilla (1938)
- Вдвоем / Amândoi (1940)